# Ervu
Ervu är en ort i Estland. Den ligger i Rannu kommun och landskapet Tartumaa, i den södra delen av landet, 160 km sydost om huvudstaden Tallinn. Ervu ligger 64 meter över havet och antalet invånare är 139.
Terrängen runt Ervu är platt. Runt Ervu är det glesbefolkat, med 17 invånare per kvadratkilometer. Närmaste större samhälle är Elva, 11,9 km öster om Ervu. Omgivningarna runt Ervu är en mosaik av jordbruksmark och naturlig växtlighet.